# 本馬越
本馬越（もとうまこし）は、新潟県新潟市中央区の町字。現行行政地名は本馬越一丁目及び本馬越二丁目。住居表示実施済み区域。郵便番号は950-0865。

## 概要
1943年（昭和18年）から現在の町名。栗ノ木川流域の砂丘上に位置する。もとは1889年（明治22年）から1943年（昭和18年）まであった石山村字馬越の区域の一部。

### 隣接する町字
北から東回り順に、以下の町字と隣接する。
- 東区山木戸
- 東区中山
- 東区紫竹
- 紫竹

※新栗ノ木川を挟んで南笹口、笹口、西馬越、鏡が岡、日の出と隣接。

## 歴史
- 1943年（昭和18年）5月3日 : 合併により新潟市の大字となり、本馬越に改称。
- 2007年（平成19年）4月1日 : 新潟市の政令指定都市移行により、中央区の町丁となる。

## 世帯数と人口
2018年（平成30年）1月31日現在の世帯数と人口は以下の通りである。
| 丁目         | 世帯数  | 人口    |
| ------------ | ------- | ------- |
| 本馬越一丁目 | 288世帯 | 639人   |
| 本馬越二丁目 | 457世帯 | 941人   |
| 計           | 745世帯 | 1,580人 |

## 小・中学校の学区
市立小・中学校に通う場合、学区は以下の通りとなる。
| 丁目         | 番地               | 小学校             | 中学校               |
| ------------ | ------------------ | ------------------ | -------------------- |
| 本馬越一丁目 | 全域               | 新潟市立沼垂小学校 | 新潟市立東新潟中学校 |
| 本馬越二丁目 | 1～25番 26番1～8号 | 新潟市立沼垂小学校 | 新潟市立東新潟中学校 |
| 本馬越二丁目 | 26番9～18号        | 新潟市立竹尾小学校 | 新潟市立木戸中学校   |